# شرکت بازرگانی بمبئی برمه
شرکت بازرگانی بمبئی برمه (انگلیسی: Bombay Burmah Trading Corporation) شرکت بازرگانی هندی است، که در سال ۱۸۶۳ توسط برادران والاس تأسیس شد.